# Dachstein-Mammuthöhle
Die Dachstein-Mammuthöhle ist eine Höhle im Dachsteinmassiv im Gemeindegebiet von Obertraun im oberösterreichischen Teil des Salzkammergutes. Die bisher bekannte Gesamtlänge der Höhle beträgt 67701 m, wovon rund 1000 m als Schauhöhle touristisch erschlossen sind. Zusammen mit der nahe gelegenen Dachstein-Rieseneishöhle ist die Dachstein-Mammuthöhle ein bedeutendes Tourismusziel in Oberösterreich.

## Geschichte, Forschung und Tourismus
Bis heute wurde die Höhle auf über 67 Kilometer Ganglänge vermessen und es wird noch weiter geforscht, so dass fast jedes Jahr neue Entdeckungen hinzu kommen. Die Forschung erfolgt primär durch den Verein „Freunde der Unterwelt Dachstein“.
Sie zählt somit zu den längsten und bedeutendsten Höhlen in Österreich und auch in Europa.
Die Höhle, deren Höhendifferenz zwischen dem höchsten und tiefsten bekannten Punkten mehr als 1200 Meter beträgt, wurde im Jahr 1910 entdeckt und schon wenig später als Schauhöhle für Touristen geöffnet. Besucher können im Sommer auf einem ein Kilometer langen Rundweg einen Eindruck von der gewaltigen Größe der Höhle bekommen. Dieser führt durch einen kurzen künstlichen Stollen (Neuer Osteingang) in die Lahnerhalle und anschließend in die Halle der Vergessenen. Von dort geht es durch das große tunnelartige Paläotraun zum Mitternachtsdom. Hier befindet sich der Umkehrpunkt des Führungsweges. Von dort aus weiter zur Arkadenkluft und zurück in die Lahnerhalle.

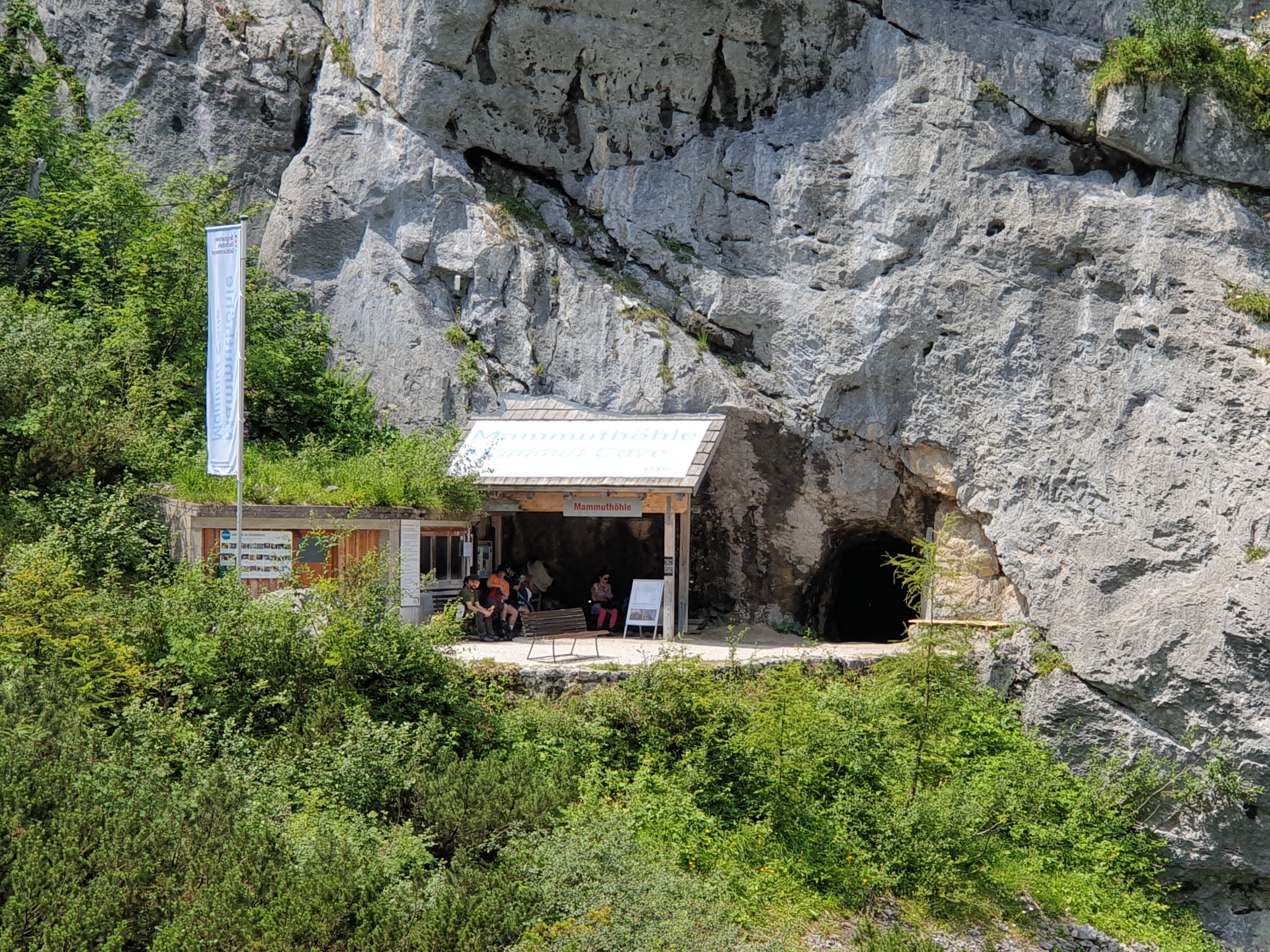
Eingang
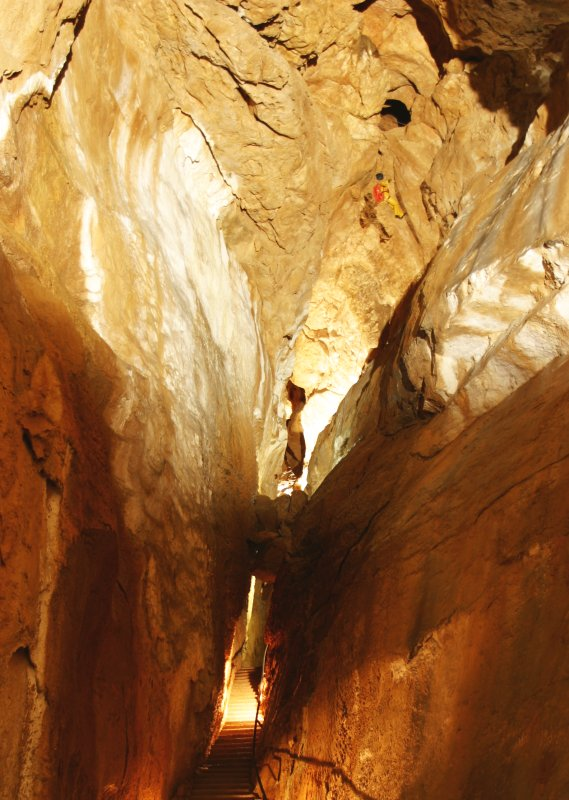
Arkadenkluft
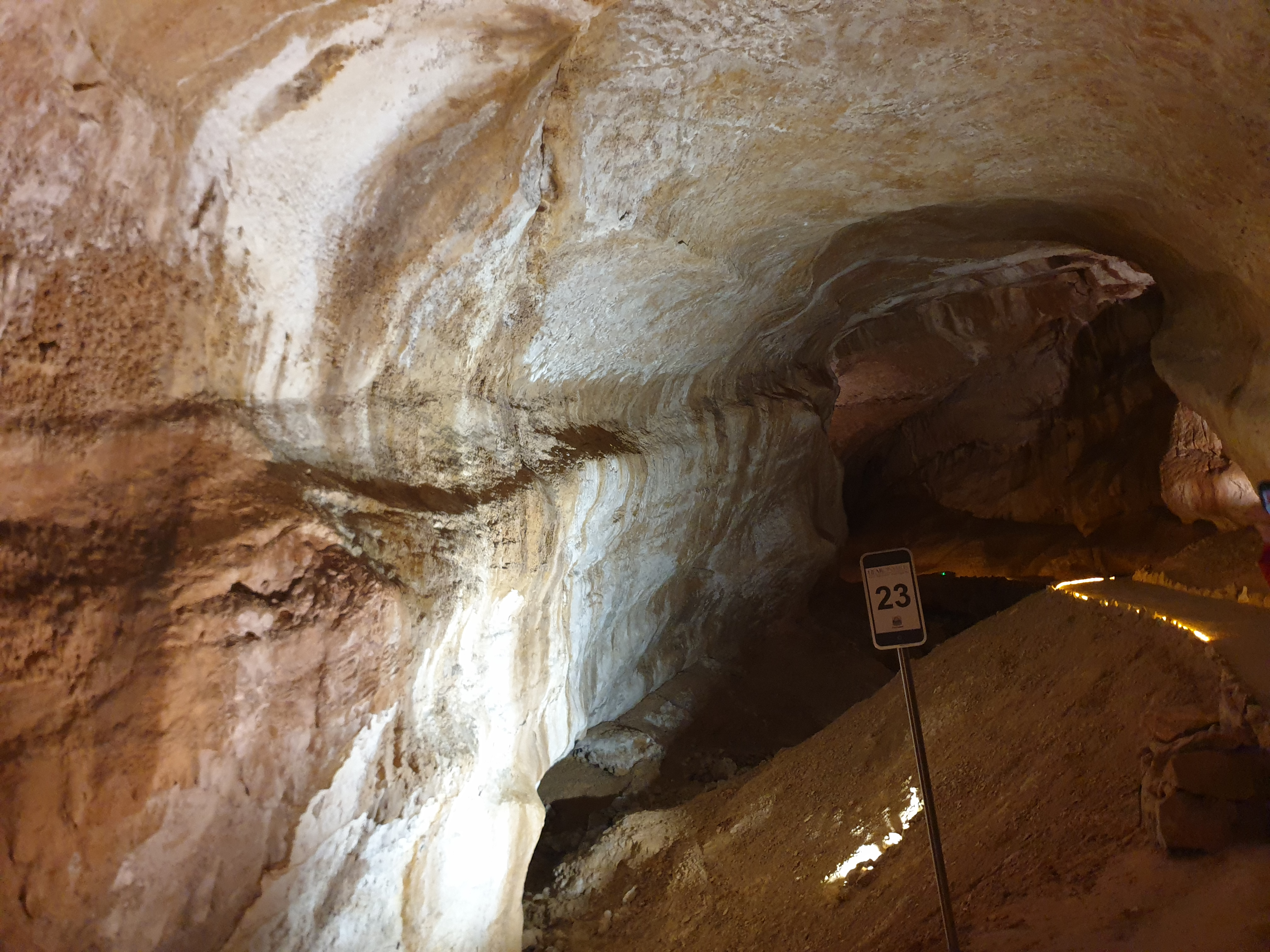

## Naturschutz
Höhlen stehen in Österreich prinzipiell (ex-lege) unter strengem Naturschutz. Diese Höhle wurde mit Umgebung 1973 auch zum Naturdenkmal (nd614, Naturschutzbuch: OÖ-64/Obertraun) erklärt.
Das Gebiet liegt in der Kernzone des UNESCO-Welterbegebiets Kulturlandschaft Hallstatt–Dachstein/Salzkammergut (WHS 806) und im Europa- und Naturschutzgebiet Dachstein (Vogelschutz- und FFH-Gebiet, AT3101000/EU02; n098).